# ولایت بغداد

محدوده ولایت بغداد در نقشه امپراطوری عثمانی در ۱۹۰۰

ولایت بغداد یکی از ولایات امپراطوری عثمانی به پایتختی شهر بغداد بود که در محل کنونی کشور عراق واقع شده‌بود.
در آغاز قرن بیستم میلادی این ولایت مساحتی برابر با ۱۴۱۱۶۰ کیلومتر مربع داشت. در حالی نتایج مقدماتی اولین سرشماری عثمانی در ۱۸۸۵ میلادی جمعیت ۸۵۰۰۰۰ نفری در این ایالت را نشان می‌دهد که دقت آمار و ارقام جمعیت اساس هر منطقه‌ای که از آن جمع آوری شده‌است چیزی میان تقریباً تا صرفاً حدسی است.

## تقسیمات اداری
سنجاق‌های این ولایت:
- سنجاق بغداد
- سنجاق دیوانیه
- سنجاق کربلا
- سنجاق نجد

## والیان
والیان سرشناس این ولایت:
- احمد شفیق مدحت پاشا
- سری پاشای کرتی